# Schmalge
Schmalge ist seit der Gebietsreform, die am 1. Januar 1973 in Kraft trat, ein Ortsteil der Stadt Espelkamp im Kreis Minden-Lübbecke. Zuvor gehörte er zur damaligen selbständigen Gemeinde Tonnenheide. Aufgrund der Abtrennung von Tonnenheide, das seit 1973 zur Stadt Rahden gehört, gibt es kein selbständiges Vereinswesen in Schmalge.
Eine eigenständige Schule wurde in Schmalge bis 1964 betrieben. Anschließend sind die Schüler in die Volksschule Tonnenheide gegangen. Seit 1973 gehen die Schüler zu Schulen in der Stadt Espelkamp.
Zu den bekanntesten Einwohnern aus Schmalge gehörte Hermann Kunst, der während seines Engagements für den Aufbau der Flüchtlingsstadt Espelkamp bis zu seinem Tod Schmalge zu seinem Zweitwohnsitz erklärt hatte.

## Politik

### Ortsvorsteher
- 1973–1994: August Rüter (CDU)
- 1994–1999: Werner Stickan (SPD)
- 1999–2009: Ulrich Brauns (SPD)
- seit 2009:0. Marlies Schröder (CDU)

## Freizeit
Schmalge verfügt über ein dichtes Netz an Radwegen, zwei öffentlich zugänglichen Grillplätzen, einem Campingplatz und Wanderwegen im Naturschutzgebiet Osterwald.